# متحف المرأة في أستراليا
متحف المرأة في أستراليا، المعروف سابقًا باسم قاعة مشاهير النساء الرائدات الوطنية، هو متحف يركز على مكانة المرأة في التاريخ الأسترالي، ويقع في مبنى اتش ام لعمالة مسجوني أليس سبرنغز السابقين في أليس سبرينغز بالإقليم الشمالي في أستراليا.

## التاريخ
تأسس المتحف في عام 1993 على يد مولي كلارك من محطة أندادو القديمة. افتُتح المتحف في سبتمبر 1994 في مبنى المحكمة القديمة في المدينة، والذي تم تأجيره لمدة خمس سنوات.
وبحلول عام 2001، أصبح المبنى صغيرًا جدًا وأُدرج ضمن قائمة هيئة التراث الانجليزية للمباني التاريخية، ووفرت للنشاط القائم بالمنزل موقعًا جديدًا. افتُتح المتحف رسميًا في عام 2007 في موقعه الجديد على يد ماريون سكريمغور، وزيرة سياسة المرأة وأول امرأة أسترالية من السكان الأصليين يتم انتخابها لعضوية برلمان الإقليم الشمالي.
أُعيد تسمية قاعة مشاهير النساء الرائدات الوطنية في عام 2019 باسم متحف المرأة في أستراليا، وبدأ تجديد موقف السيارات والخطط الجديدة للمعارض المستقبلية في عام 2020.

## الوصف
يقع المتحف في مبنى اتش ام لعمالة مسجوني أليس سبرنغز السابقين فيأليس سبرينغز.
يهدف المتحف إلى التعرف على مكانة المرأة في التاريخ، وخاصة دور المرأة في تنمية أستراليا. ويعترف المتحف بأي امرأة رائدة في مجالها المختار حتى يومنا هذا.
تشمل المعارض الدائمة في المتحف معرض نساء عاديات، ومعرض حياة غير عادية - النساء الرائدات في مجالهن، ومعرض لحاف التوقيع ، و النساء في وسط أستراليا، وما يستحق العمل ونساء أفياتريكس.

## الرعاة
يرعى المتحف له راعيتان: السيدة كوينتين برايس الحاكمة العامة السابقة لأستراليا، وجابي كينارد أول امرأة أسترالية تطير بمفردها حول العالم في عام 1989.

## روابط خارجية
- متحف المرأة في أستراليا نسخة محفوظة 30 يناير 2020 على موقع واي باك مشين.